# Нуй
Нуй — покинутый аул в Чеберлоевском районе Чеченской Республики.
До выселения чеченцев аул входил Сельбероевскую сельскую администрацию.

## География
Аул расположен к северо-востоку от районного центра Шаро-Аргун.
Ближайшие населённые пункты: на северо-востоке — село Махкеты и покинутые аул Зиверхи, на юго-востоке — покинутые аулы Лешкорой, Богачерой и Нежелой, на северо-западе сёла Дачу-Борзой и Дуба-Юрт, на юго-западе — сёла Шатой и Вашендарой.

## Население
В 1891 году население аула составляло 113 человек (63 мужчины и 50 женщины), 23 дворов.

## История
Родовой аул одноимённого чеченского тайпа Нуохой (аул на карте 1903 года обозначен как Нюхой, искажённое «Нуохой»), у Ахмада Сулейманова на книге «Топонимия Чечни» и на карте 1941 года аул отмечен как Нуй. У жителей аула имеется тайповая гора Нухойн лам (Нухойн лам) «Нухойцев гора», на топографической карте 1984 года гора обозначена как Нуйкорт.
Аул не раз упоминается в письмах 1877 года командующего войсками Терской области и начальника Аргунского округа.
А. Берже описал дорогу, ведшую от Аргунского укрепление до аула Нуй.
Аул Нуй ликвидирован в 1944 году в период высылки чеченцев. После реабилитации, произошедшей в 1956 году, чеченскому населению было запрещено селиться в данном районе.

## Аул на старых картах

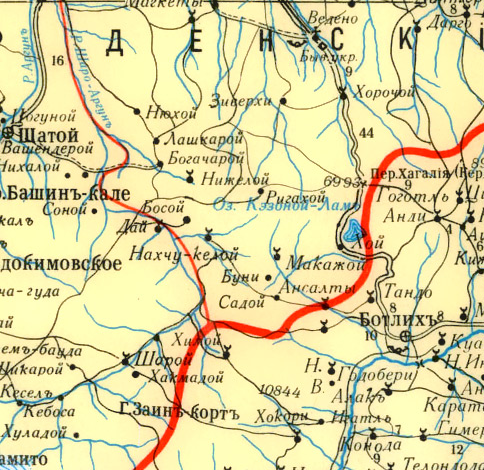
Нюхой на карте 1903 года
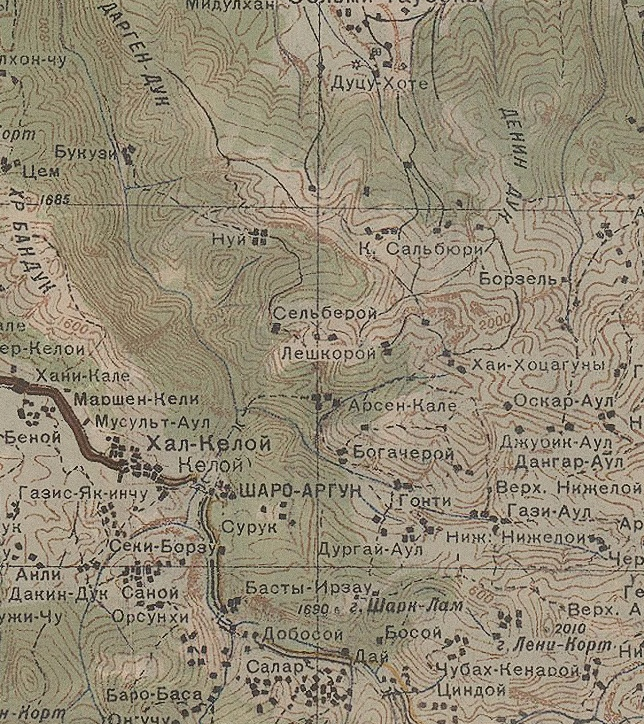
Нюхой (Нуй) на карте 1941 года

## Топонимия
Вокруг аулов Нуй и Буккузие имеются следующие топонимы:
- Дукъарчу ирзов (Дукачу ирзов)
- Нуй ирзов (Нуй ирзов)
- Хӏинаразан ирзов (Хинаразан ирзов)
- Ибрахӏиман ирзов (Ибрахиман ирзов)
- Истмалан ирзов (Истмалан ирзов)
- Эдалбайн ирзов (Эдалбайн ирзов)
- Эликан ирзов (Эликан ирзов)
- Муьълан ирзов (Муълан ирзо)
- Шовданан ирзов (Шовданан ирзов)
- Зазин Мохьмадан ирзов
- Гӏовдайн ирзов (Говдайн ирзов)
- Iаьмиран ирзов (Амиран ирзов)
- Пхьалтӏин ирзов (Пхалтин ирзов)
- Муьълан дукъ (Муълан дук)
- Къохкунчу (Кохкунчу)
- Мерселчоь (Мерселчё)
- Доккху ага (Доккху ага)
- Кхоьриа агана (Кхёрна агана)
- Хьостуй (Хостуй)
- Кхаа легание (Кхаа легание)
- Уйдиттие (Уйдиттие)
- Чуртие чу (Чурте чу)
- Сиенч берд дукъ (Сенч берд дук)
- Темаркъин цона (Темаркин цона)
- Виелхойн цона (Велхойн цона)
- Кӏайчу бердие (Кайчу берде)
- Гӏу йолчу тӏе (Гу йолчу те)
- Къуйн тӏай (Къуйн тай)
- Солцанан тӏай (Солцанан тай)
- Шиека хьех (Шиека хех)
- Хьевхьа цӏогуние (Хевка цогуние)
- Хьераш йолчу чоь (Хераш йолчу чё)
- Хьех йолу берд (Хьех йолу берд)
- Ишал чоь (Ишал чоь)
- Нухойн лам (Нухойн лам)
- Пешхойн лам (Пешхойн лам)
- Барзин ара лам (Барзин ара лам)
- Шара-Оргуне (Шаро-Аргун) — аул.